# Nishio Tadamitsu
Nishio Tadamitsu est un nom japonais traditionnel ; le nom de famille (ou le nom d'école), Nishio, précède donc le prénom (ou le nom d'artiste).
Nishio Tadamitsu (西尾 忠需, 1716 - 22 juillet 1789) est un daimyō du milieu de l'époque d'Edo de l'histoire du Japon, à la tête du domaine de Yokosuka dans la province de Tōtōmi.
Tadamitsu est le 2e fils de Kyōgoku Takatoyo, daimyō du domaine de Marugame dans la province de Sanuki. Comme Nishio Tadanao n'a pas d'héritier, il adopte son neveu en 1729. En 1731, Tadamitsu reçoit le titre de courtoisie de Mondo no Shō (主水正) et le rang de cour 5e inférieur (ju go i no ge 従五位下). Tadamitsu devient chef du clan Nishio en 1760 au décès de Tadanao et est nommé sōshaban (maî te des cérémonies) dans l'administration du shogunat Tokugawa. Il se retire en 1782, et son fils Tadayuki lui succède.
Tadamitsu meurt à Edo en 1789 à l'âge de 74 ans. Sa tombe se trouve au Ryumin-ji, temple du clan Nishio Ryumin-ji dans la ville moderne de Kakegawa de la préfecture de Shizuoka.

## Source
- (en) Cet article est partiellement ou en totalité issu de l’article de Wikipédia en anglais intitulé « Nishio Tadamitsu » (voir la liste des auteurs).